# 히라키촌 (후쿠오카현)
히라키촌(開村)은 후쿠오카현 미이케군에 있던 촌이다. 현재의 미야마시에 해당한다.